# Serghei Beliavski
Serghei Ivanovici Beliavski (în rusă Сергей Иванович Белявский) (7 decembrie 1883 (25 noiembrie,  în calendar iulian), Sankt-Petersburg – 13 octombrie 1953, Leningrad) a fost un astronom sovietic/rus.
Potrivit normelor de transcriere din rusă în română, numele său se scrie „Serghei Ivanovici Beliavski”. În transliterarea engleză modernă, numele său ar trebui transliterat Belyavskii sau Belyavsky, dar uneori este transliterat Beljavskij sau Beljawskij.  Minor Planet Center a înregistrat descoperirile lui Beliavski sub numele de S. Beljavskij. Prenumele său este ortografiat uneori „Sergius”.

## Biografie
Născut la Sankt-Petersburg, Beliavski a fost membru al Academiei de Științe a Uniunii Sovietice. A lucrat în astrofotometrie, în astrometrie și la studierea stelelor variabile.
A murit la Leningrad, denumirea orașului natal în perioada sovietică.

## Descoperiri
A descoperit cometa strălucitoare, vizibilă cu ochiul liber C/1911 S3 (Beljawsky), cunoscută și sub denumirea comună din epocă, cometa 1911 IV sau cometa 1911g.
A descoperit sau a codescoperit numeroși asteroizi.
Beliavski observa la Observatorul Astronomic din Crimeea, situat în localitatea balneară Simeiz (în rusă: Симеиз) Între 1937 și 1944, Beliavski fost al șaptelea director al Observatorul Astronomic din Pulkovo, unde i-a succedat lui  Boris Petrovici Gerasimovici.
| (749) Malzovia      | 5 aprilie 1913     |              |
| (812) Adela         | 8 septembrie 1915  |              |
| (849) Ara           | 9 februarie 1912   |              |
| (850) Altona        | 27 martie 1916     |              |
| (851) Zeissia       | 2 aprilie 1916     |              |
| (852) Wladilena     | 2 aprilie 1916     |              |
| (853) Nansenia      | 2 aprilie 1916     |              |
| (854) Frostia       | 3 aprilie 1916     |              |
| (855) Newcombia     | 3 aprilie 1916     |              |
| (856) Backlunda     | 3 aprilie 1916     |              |
| (857) Glasenappia   | 6 aprilie 1916     |              |
| (885) Ulrike        | 23 septembrie 1917 |              |
| (969) Leocadia      | 5 noiembrie 1921   |              |
| (978) Aidamina      | 18 mai 1922        |              |
| (981) Martina       | 23 septembrie 1917 |              |
| (995) Sternberga    | 8 iunie 1923       |              |
| (1001) Gaussia      | 8 august 1923      |              |
| (1004) Belopolskya  | 5 septembrie 1923  |              |
| (1005) Arago        | 5 septembrie 1923  |              |
| (1006) Lagrangea    | 12 septembrie 1923 |              |
| (1031) Arctica      | 6 iunie 1924       |              |
| (1062) Ljuba        | 11 octombrie 1925  |              |
| (1065) Amundsenia   | 4 august 1926      |              |
| (1074) Beljawskya   | 26 ianuarie 1925   |              |
| (1084) Tamariwa     | 12 februarie 1926  |              |
| (1086) Nata         | 25 august 1927     | cu N. Ivanov |
| (1094) Siberia      | 12 februarie 1926  |              |
| (1118) Hanskya      | 29 august 1927     | cu N. Ivanov |
| (1153) Wallenbergia | 5 septembrie 1924  |              |
| (1224) Fantasia     | 29 august 1927     | cu N. Ivanov |
| (1621) Druzhba      | 1 octombrie 1926   |              |
| (1874) Kacivelia    | 5 septembrie 1924  |              |
| (1984) Fedynskij    | 10 octombrie 1926  |              |
| (2156) Kate         | 23 septembrie 1917 |              |
| (3134) Kostinsky    | 5 noiembrie 1921   |              |
| (4509) Gorbatskij   | 23 septembrie 1917 |              |